# Convento de Jesus (Santa Cruz)
O Convento de Jesus foi um convento português localizado na freguesia de Santa Cruz, concelho de Praia da Vitória, na ilha açoriana da Terceira. É um imóvel histórico de Portugal.
Este convento teve início de construção no século XV e alterações foram feitas no século XVII, chegando aos nossos dias poucos vestígios. A parte visível é constituída essencialmente apenas por três arcos de volta perfeita assentes em colunas de secção quadrangular, muito atarracadas, cujo fuste vai estreitando da base para o capitel. Tanto os arcos como as colunas são em pedra de cantaria à vista.
Estes vestígios encontram-se actualmente no interior de um estabelecimento comercial, sito à Rua da Graça nºs 19, 21 e 23, onde se encontra um portão antigo que terá sido um acesso à cerca do convento.